# Сторожевые катера типа «Дабур»
Сторожевые катера типа «Дабур» (ивр. דבּוּר‎ — «Шершень») — тип израильских сторожевых катеров американской разработки. Первые 12 построены в США фирмой Sewart Seacraft.

## История
22 катера этого типа построены по лицензии в Израиле в 1973—1977 гг. заводом «РАМТА» (предприятие в составе Israel Aerospace Industries) в городе Беэр-Шева. Корпус изготавливается из алюминиевых сплавов. Всего ВМС Израиля получили 34 катера этого типа. Катера этого типа успели принять участие в Войне Судного дня 1973 года. «Дабур» строились в Израиле и на экспорт, выведенные из состава ВМС также продавались за границу, поставки составили 27 катеров — 4 Аргентине (в 1978), 7 Никарагуа (4 в 1978, 3 в 1996), 2 Шри-Ланке (в 1984 г.), 4 Фиджи (в 1991), 10 Чили (6 в 1991, 4 в 1995). Кроме того, некоторое количество катеров было поставлено боевикам произраильской Армии Южного Ливана.
В настоящее время катера считаются устаревшими, и постепенно выводятся из эксплуатации.

## ТТХ
Некоторые катера имеют более мощные двигатели General Electric, максимальная скорость с ними возросла с 19 до 30 узлов.
- Электрооптика (optronic director) — MSIS фирмы «Эль-Оп»
- Сонар — высокочастотный, поиска и атаки.
- Кроме основного вооружения на борту имеются — 1×1 84-мм гранатомёт М2 «Карл Густав», личное оружие экипажа, пиропатроны против пловцов и аквалангистов; в военное время на корме могут устанавливаться 2 сбрасывателя для малых глубинных бомб. В настоящее время вместо носового 20-мм орудия устанавливается 1×1 25-мм пушка «Тайфун».